# Гатчинское городское поселение
Гатчинское городское поселение — упразднённое городское поселение на территории Гатчинского муниципального округа Ленинградской области.

## История
1 января 2005 года в соответствии с областным законом № 115-оз от 22 декабря 2004 года образовано Гатчинское городское поселение, в его состав вошла территория города Гатчина.
До июня 2013 года в состав поселения входила также деревня Большая Загвоздка, в настоящее время присоединённая к городу Гатчина.
Упразднено 13 мая 2024 года в связи с образованием Гатчинского муниципального округа вместо Гатчинского района.

## Население
| 2002    | 2006    | 2009    | 2010    | 2011    | 2012    | 2013    |
| ------- | ------- | ------- | ------- | ------- | ------- | ------- |
| 88 659  | ↗89 300 | ↗90 386 | ↗93 186 | ↗93 230 | ↗94 091 | ↗95 384 |
| 2014    | 2015    | 2016    | 2017    | 2018    | 2019    | 2020    |
| ↗95 860 | ↗96 334 | ↘95 623 | ↘95 186 | ↘94 447 | ↘93 710 | ↘91 685 |
| 2021    | 2023    | 2024    |         |         |         |         |
| ↗94 377 | ↘92 684 | ↘91 719 |         |         |         |         |

## Состав
| № | Населённый пункт | Тип населённого пункта        | Население |
| - | ---------------- | ----------------------------- | --------- |
| 1 | Гатчина          | город, административный центр | ↘91 514   |

## Символика
Гербом муниципального образования является исторический герб города Гатчины.

Гербом муниципального образования является герб города Гатчины, утверждённый решением Представительного собрания — муниципалитета г. Гатчины № 15 от 4 октября 1995 года.

В 2008 году советом депутатов был утверждён флаг МО «Город Гатчина». Он представляет собой белое полотнище с гербом Гатчины посередине.